# 玉川村立玉川中学校
玉川村立玉川中学校（たまかわそんりつたまかわちゅうがっこう）は、福島県石川郡玉川村にある公立中学校。

## 概要
2020年3月に閉校した、旧須釜中学校と旧泉中学校を合併させて2020年4月に開校した中学校である。

## 沿革
- 2019年3月6日 - 玉川中学校の制服・運動着・校章が決定[2]
- 2020年1月31日 - 玉川中学校校歌完成[3]
- 2020年4月1日 - 玉川村立玉川中学校開校[1]
- 2020年4月6日 - 玉川中学校開校式、第1回入学式（68名入学）[4]
- 2020年10月‐第一回 山桜祭（かおうさい）開催された。新型コロナウイルスの感染症対策から先生と生徒のみの開催となった。
- 2022年3月11日‐玉川中学校第2回卒業式